# Морозов, Юрий Андреевич
Ю́рий Андре́евич Моро́зов (13 мая 1934, Синявино, Ленинградская область — 15 февраля 2005, Санкт-Петербург) — советский футболист и российский футбольный тренер. Мастер спорта СССР. Заслуженный тренер СССР (1989).

## Биография
Родился в 1934 году в посёлке Синявино Мгинского района Ленинградской области. Начал играть в 1948 году в Ленинграде в футбольной школе гороно.
В «Зените» (Ленинград) — 1954, 1957—58 (по май), «Адмиралтейце» (Ленинград) — 1958 (с июня) — 61, «Динамо» (Ленинград) — 1962—64.
В чемпионатах СССР 153 матча, 9 голов («Адмиралтеец» — 70, 5; «Динамо» — 68, 3; «Зенит» — 15, 1).
Капитан «Адмиралтейца» и «Динамо». Физически сильный, трудолюбивый, смелый в единоборствах футболист.
Во 2-й сборной СССР — 1960.
Окончил Технологический институт имени Ленсовета (1959), Институт физической культуры имени Лесгафта (1965, заочно), аспирантуру последнего (1968).
В середине 1977 года инкогнито возглавил ленинградское «Динамо». Главный тренер (1978—82, 1991—92, по март) и спортивный директор «Зенита» (Ленинград) — с 1995, главный тренер «Динамо» (Киев) — 1983, ЦСКА — 1984—87. Тренер сборной СССР — 1974—76 (по июль), 1983, 1986 (с мая) — 90 (по июнь). Главный тренер сборной Ирака — 1990 (июль—октябрь), «Шарджа» (ОАЭ) — 1992 (с мая), тренер сборной и главный тренер олимпийской сборной Кувейта — 1994. Тренер школы «Зенита» — 1965, старший преподаватель и доцент кафедры футбола ГДОИФКа им. П. Ф. Лесгафта — 1970—73, гостренер Спорткомитета СССР по Ленинграду — 1976 (с августа)—77. Под руководством Морозова «Зенит» (Ленинград) стал 3-м призёром чемпионата СССР 1980 года (впервые в своей истории).
В 1986 ведомый им ЦСКА выиграл турнир первой лиги и вышел в высшую. При участии Морозова сборная СССР была 2-м призёром ЧЕ-88, 3-м призёром ОИ-76, выступала на ЧМ-86 и ЧМ-90.
В командах Морозова впервые заявили о себе Владимир Клементьев, Николай Ларионов, Михаил Бирюков, Юрий Желудков, Юрий Герасимов, Алексей Степанов, Валерий Брошин, Владимир Долгополов, Андрей Аршавин, Александр Кержаков, Павел Яковенко, Олег Кузнецов, Дмитрий Кузнецов, Андрей Мох, Андрей Афанасьев, Владимир Татарчук, Сергей Колотовкин, Игорь Корнеев, Вячеслав Малафеев, Владимир Быстров.
Многолетний соратник и последователь Валерия Лобановского. Учитель Павла Садырина. Один из лучших специалистов в советском футболе по организации учебно-тренировочного процесса, использованию достижений спортивной науки в подготовке футболистов. Жёсткий и требовательный, умел подобрать в команду и довести до высоких кондиций молодых футболистов, но решение больших турнирных задач ему не всегда удавалось.
Ушёл из жизни 15 февраля 2005 года. Похоронен на Сестрорецком кладбище.

## Достижения
- Орден Дружбы (1997)
- Заслуженный тренер СССР (1989)
- Кандидат педагогических наук (1970)
- В высшей лиге чемпионатов СССР провёл 153 матча, забил 9 голов («Адмиралтеец» — 70, 5; «Динамо» — 68, 3; «Зенит» — 15, 1).

### В качестве игрока
«Адмиралтеец»
- Полуфиналист Кубка СССР: 1961.

### В качестве тренера
«Зенит»
- Бронзовый призёр чемпионата СССР: 1980
- Бронзовый призёр чемпионата России: 2001
- Финалист Кубка Интертото: 2000
- Финалист Кубка России: 2001/02

ЦСКА
- Победитель Первой лиги СССР: 1986
- Серебряный призёр Первой лиги СССР: 1985

## Тренерская статистика
| Команда           | Страна      | Начало работы  | Окончание работы | Результаты | Результаты | Результаты | Результаты | Результаты |
| Команда           | Страна      | Начало работы  | Окончание работы | И          | В          | Н          | П          | В %        |
| ----------------- | ----------- | -------------- | ---------------- | ---------- | ---------- | ---------- | ---------- | ---------- |
| Зенит (Ленинград) | Флаг СССР   | 1978           | 1982             | 195        | 66         | 57         | 72         | 33,85      |
| Динамо (Киев)     | Флаг СССР   | 1983           | 1983             | 37         | 14         | 11         | 12         | 37,84      |
| ЦСКА              | Флаг СССР   | 1984           | 1987             | 175        | 71         | 47         | 57         | 40,57      |
| СССР              | Флаг СССР   | 24 марта 1988  | 18 августа 1988  | 4          | 1          | 2          | 1          | 25,00      |
| Зенит (СПб)       | Флаг СССР   | 1991           | 1991             | 43         | 11         | 14         | 18         | 25,58      |
| Зенит (СПб)       | Флаг России | 25 апреля 2000 | 5 июля 2002      | 81         | 43         | 20         | 18         | 53,09      |
| Петротрест        | Флаг России | 2003           | 2003             | 37         | 17         | 10         | 10         | 45,95      |
| Всего             | Всего       | Всего          | Всего            | 572        | 223        | 161        | 188        | 38,99      |